# ランゴスコ
ランゴスコ（伊: Langosco）は、イタリア共和国ロンバルディア州パヴィーア県にある、人口約400人の基礎自治体（コムーネ）。

## 地理

### 位置・広がり

#### 隣接コムーネ
隣接するコムーネは以下の通り。括弧内のVCはヴェルチェッリ県所属を示す。
- カンディア・ロメッリーナ
- カレザーナ (VC)
- コッツォ
- モッタ・デ・コンティ (VC)
- ロザスコ

### 気候分類・地震分類
気候分類では、zona E, 2785 GGに分類される。
また、イタリアの地震リスク階級 (it) では、zona 4 (sismicità molto bassa) に分類される
。

## 行政

### 分離集落
ランゴスコには、以下の分離集落（フラツィオーネ）がある。
- Bosco, San Paolo Leria, Santa Maria Bagnolo